# Wentworth Smith
Wentworth Smith (Londen, maart 1571 - ?) was een Engels toneelschrijver in de periode van het Engels renaissancetheater. Hij wordt gerekend tot de 'kleinere' schrijvers en geen van zijn werken is bewaard gebleven.
Wentworth Smith werd in maart 1571 geboren als zoon van ene William Smith. Hij werd in Londen gedoopt op 9 maart. Op 29 september 1594 trouwde hij in Londen met Agnes Gymber. Hij was op dat moment werkzaam als klerk. Zijn vrouw overleed in 1602 en hij hertrouwde in 1607 met Mary Poteman.
Zijn kinderen Katherine en Wentworth werden gedoopt in 1607 en 1610. Zijn zoon overleed in 1614. 
Dat hij bekend was als toneelschrijver blijkt uitsluitend uit de aantekeningen van de Londense theatermanager Philip Henslowe. Tussen april 1601 en maart 1603 schreef Smith 15 stukken 
voor Henslowe, die werden opgevoerd in diens theater The Rose door de gezelschappen Admiral's Men en Worcester's Men. Enkele van de stukken waren solowerken, maar de meeste werden geschreven in samenwerking met andere toneelschrijvers. Of Smith na 1603 nog stukken schreef is onbekend, omdat Henslowes aantekeningen in dat jaar stopten.
In 1605 was Smith getuige bij het opmaken van het testament van zijn collegaschrijver William Haughton. 
Schrijvers met wie Smith samenwerkte waren, behalve Haughton, onder meer John Day, Henry Chettle, Michael Drayton, Anthony Munday, Richard Hathwaye, Thomas Heywood, Thomas Dekker en John Webster. 
- International Standard Name Identifier: 0000 0000 8162 2880
- Library of Congress Control Number: n83230272
- Nationale Bibliotheek van Israël: 987007276378405171
- Nederlandse Thesaurus van Auteursnamen: 135600340
- SNAC: w6rg0dbx
- Virtual International Authority File: 88118845
- WorldCat: E39PBJB8xCpjbQT9MMbHfDHjYP